# Sankirtan
Sankirtan ou Manipuri Sankirtana (মণিপুরগী সংকীর্তন) é uma forma de realizar arte envolvendo cantos rituais, baterias e danças realizadas nos templos e espaços domésticos no estado de Manipur na Índia. Através dos desempenhos que exibem devoção e energia religiosa sem precedentes, os artistas narram as muitas histórias de Krishna, que muitas vezes movem os espectadores até as lágrimas.  
É praticada principalmente pela comunidade Vaishnava em Manipur e pela população Vaishnava Manipuri instalada nos estados vizinhos de Tripura e Assam. "Sankirtana: Ritual cantando, tamborindo e dançando de Manipur" foi inscrito na Lista Representativa do Patrimônio Cultural Imaterial da Humanidade da UNESCO durante a oitava sessão da reunião do Comitê Intergovernamental da UNESCO em Baku, no Azerbaijão, realizada em dezembro de 2013.
Referências
- 1- Staff Reporter (8 December 2013). "Manipuri Sankirtana inscribed on UNESCO’s ‘intangible heritage’ list". The Hindu. Retrieved 2 December 2016.
- 2 - "Sankirtana, ritual singing, drumming and dancing of Manipur". www.unesco.org. UNESCO. Retrieved 2 December 2016.
- 3 - Sangeet Nataka Akademi. "Nomination File No. 00843". UNESCO. Retrieved